# Ола Тојвонен
Нилс Ола Тојвонен (швед. Nils Ola Toivonen; 3. јул 1986) бивши је шведски фудбалер који је играо на позицији нападача.

## Каријера
Дебитовао је 2003. године за екипу Дегерфорш ИФ из свг родног града, где је провео две сезоне, наступио је 41 пут у првенственим утакмицама. Био је један од главних играча у тиму.
Његова игра привукла је пажњу представника клуба Јоргрите, којем се придружио 2006. године. Играо је за екипу из Гетеборга у наредне две сезоне.
Године 2007. потписао је уговор са клубом Малме. У сезони 2008, постао је стандардни првотимац и усталио се у нападу екипе, постигао је 14 голова на 27 утакмица првенства, што је привукло пажњу великог броја иностраних тимова. Почетком 2009. године придружио се холандском клубу ПСВ. За екипу из Ајндховена је играо на 139 утакмица у националном првенству, а постигао је 61 гол.
Током периода од 2014. до 2016, играо је у Француској за Рен и за Сандерланд у Енглеској као позајмљени играч.
Дана 4. августа 2016. године потписао је уговор са Тулузом.

## Репрезентација
Од 2006. до 2009. био је члан шведске младе репрезентације. Играо је на 28 званичних утакмица, постигао 13 голова по чему је најбољи стрелац у шведској репрезентацији до 21 године.
Године 2007. дебитовао је на званичним утакмицама за сениорску репрезентацију Шведске. Играо је за Шведску на Европском првенству 2012. у Пољској и Украјини. На Светском првенству 2018. године, Тојвонен је постигао гол у другом колу против Немачке.

## Трофеји
ПСВ Ајндховен
- Куп Холандије (1) : 2011/12.
- Суперкуп Холандије (1) : 2012.

Малме
- Прва лига Шведске: 2020, 2021.
- Куп Шведске: 2021/22.

## Статистика каријере

### Голови за репрезентацију
| #   | Датум             | Место    | Противник           | Гол | Резултат | Такмичење                                 |
| --- | ----------------- | -------- | ------------------- | --- | -------- | ----------------------------------------- |
| 1.  | 29. мај 2010.     | Солна    | Босна и Херцеговина | 1:0 | 4:2      | Пријатељска                               |
| 2.  | 11. август 2010.  | Солна    | Шкотска             | 3:0 | 3:0      | Пријатељска                               |
| 3.  | 3. јун 2011.      | Кишињев  | Молдавија           | 1:0 | 4:1      | Квалификације за Европско првенство 2012. |
| 4.  | 11. октобар 2011. | Солна    | Холандија           | 3:2 | 3:2      | Квалификације за Европско првенство 2012. |
| 5.  | 30. мај 2012.     | Гетеборг | Исланд              | 2:0 | 3:2      | Пријатељска                               |
| 6.  | 5. јун 2012.      | Солна    | Србија              | 1:0 | 2:1      | Пријатељска                               |
| 7.  | 5. март 2014.     | Анкара   | Турска              | 1:1 | 1:2      | Пријатељска                               |
| 8.  | 9. октобар 2014.  | Солна    | Русија              | 1:1 | 1:1      | Квалификације за Европско првенство 2016. |
| 9.  | 31. март 2015.    | Солна    | Иран                | 3:1 | 3:1      | Пријатељска                               |
| 10. | 10. октобар 2016. | Солна    | Бугарска            | 1:0 | 3:0      | Квалификације за Светско првенство 2018.  |
| 11. | 9. јун 2017.      | Солна    | Француска           | 2:1 | 2:1      | Квалификације за Светско првенство 2018.  |
| 12. | 7. октобар 2017.  | Солна    | Луксембург          | 8:0 | 8:0      | Квалификације за Светско првенство 2018.  |
| 13. | 24. март 2018.    | Солна    | Чиле                | 1:1 | 1:2      | Пријатељска                               |
| 14. | 23. јун 2018.     | Сочи     | Немачка             | 1:0 | 1:2      | Светско првенство 2018.                   |